# Sphaerodoropsis spissum
Sphaerodoropsis spissum är en ringmaskart som först beskrevs av Benham 1921.  Sphaerodoropsis spissum ingår i släktet Sphaerodoropsis och familjen Sphaerodoridae. Inga underarter finns listade i Catalogue of Life.